# Сухобойченко Кіра Сергіївна
Кіра Сергіївна Сухобойченко (нар. 2 березня 2006, Євпаторія, Крим, Україна) — засновниця міжнародного руху Літаючих наплічників / Flying Bag.

## Життєпис
Народилася 02 березня 2006 року в місті Євпаторія, Крим, Україна.
У 2009 - 2014 роках займалася шахами в «Євпаторійському міському шахово-шашковому клубі» у тренера Михальченко Станіслава, який свого часу тренував гросмейстера серед жінок Василевич Тетяну. Брала участь у міських змаганнях, де виборювала призові місця серед своєї вікової категорії.
Переїхала з батьками до Варшави в березні 2014 року, коли виповнилось 8 років. З 2014 року й донині вчиться в державній польській середній школі.
17 грудня 2016 перемогла у Конкурсі дитячих стартапів у Польщі з ідеєю «Літаючого рюкзака».
2016 року, у вихідні дні, відвідувала курси української мови в школі Материнка. У 2018 записала радіопрограму українською мовою і Програма «Літаючі рюкзачки Кіри Сухобойченко» отримала Диплом 2 ступеня на конкурсі Міжнародного польсько-українського телерадіо фестивалю «Калинові мости». Фестиваль проходив 02-09 червня 2018 у Вармінсько-Мазурському воєводстві Польщі. Радіопрограма була підготовлена Криворізькою філією ПАТ НСТУ. 
У 2018 зайняла 1 місце в Конкурсі «Chain story», який проходив в рамках проекту KA2 Erasmus+. Її оповідання Deforestation увійшло в міжнародний збірник учнівських творів Chain Story The Young Scientist.
2019 року отримала запис в Шкільному Свідоцтві за навчальний 2018/2019 роки про те, що протягом року була волонтеркою у всепольскій програмі "Вся Польща читає дітям". Кіра була волонтеркою в дитячому садочку.
У 2017-2019 ініціювала розвиток міжнародного руху Літаючих Рюкзачків / Flying Bag і створення нового свята Міжнародний День Рюкзака. На свою діяльність отримувала патронати Міністра Освіти Польщі, Омбудсмена з Прав Дітей у Польщі, Посла України в Республіці Польщі Андрія Дещиці, міжнародної Капітули Ордену Усмішки, Інституту прав дитини ім. Януша Корчака, бурмістра району Урсинув м.Варшави.
11 жовтня 2019 виступила на TEDx KIDS з історією створення Міжнародного Руху Літаючих Рюкзачків.
16 жовтня 2019 вибрана депутаткою Молодіжної Ради району Урсинув м. Варшави.
У квітні 2020 виграла у всепольському конкурсі Місія Полярна 2020, яка була організована Інститутом Геофізики Польської Академії Наук і Міністерством Науки та Вищої Освіти Польщі.
У 2020 історія Кіри увійшла в книжку Young power! 30 historii o tym, jak młodzi zmieniają świat.

## Перемога у Конкурсі дитячих стартапів
17 грудня 2016 перемогла у Конкурсі дитячих стартапів у Польщі з ідеєю «Літаючого рюкзака». Конкурс проводився з 1 до 15 листопада серед вікових категорій: 4-8 років і 9-14 років. У ньому були надані 83 стартапи.
У своєму винаході дівчинка поєднала надувну кульку та рюкзак, аби спростити життя школярам і запобігти можливості виникнення серйозних захворювань у майбутньому. «Моєю метою було створити легкий рюкзак на основі подушки, виготовленої з газу, подібного гелію», — писала Кіра. "Поки вчені вирішують як реалізувати мій проект, ця ідея перетворилася на міжнародний рух Літаючих Рюкзачків / Flying Bag.

## Flying Bag
Згодом Кіра створила свій міжнародний рух «Літаючих Рюкзачків» — Latających Plecaczków — Flying Bag.
На початку головна ідея руху полягала на «Звільненні дитячих плечей від тягарів. Шкільний рюкзак не може перевищувати 10-15 % від ваги школяра».
Згодом, після цілої низки заходів, дівчинка бачила, що ситуація з освітою і рюкзаками дуже різноманітна і ідея руху потроху почала змінятися. Серед чинників, які вплинули на світогляд, були зокрема, такі:
- На деяких територіях немає шкіл (бідність, війна, обози для біженців).
- У багатьох школах різних країн немає рюкзаків. Ситуація виникає з багатьох причин, наприклад в Італії мережа шкіл проводить експеримент, а деякі школи в США заради безпеки учнів.
- Не можна працювати зі школами, які знаходяться на анексованих територіях, наприклад зі школами Криму.
- У Ватикані немає інфраструктури для навчання дітей. Діти жителів Ватикану вчаться в школах Риму.
- На деяких територіях дівчинку не визнають за лідерку. Приклади тому є в розділах Вікіпедії Гендерна нерівність, Жіноче виборче право.
- Є випадки, коли на окремих територіях дівчинка не може отримувати освіту. Приклад тому, історія з Малала Юсафзай. В розділі Вікіпедії Сексизм в освіті досліджується це питання.
- У деяких країнах відеосигнал з інших країн блокується, тому не можна вийти на відеозв'язок зі школами.

Виникали помисли, щоб діти між собою почали спілкуватись, дарувати, висилаючи один одному рюкзаки зі шкільним приладдям та іншими цікавими предметами повсякденного шкільного життя. Наразі ідея не отримала розвитку з причини вартості за пересилання посилок.
Створення експозиції рюкзаків і школьних приладь з усього світу
У 2018 - 2019 роках діти та дорослі з різних країн почали висилати до Кіри шкільне приладдя і наплічники: Україна, Албанія, Індія, Кенія, Судан, Ізраїль, Японія. Саме тоді виникла ідея зробити по школах експозиції з рюкзачків та шкільних приладь з різних країн світу.
5 січня 2019 Кіра почала створювати першу експозицію рюкзаків і шкільних приладь в приватній школі Extra Klasa у Варшаві. В тому ж році Extra Klasa почала реорганізацію, змінилося керівництво і садиба і тому створення експозиції відклалось.
8 серпня 2019 дирекція варшавської школи №340 узгодила з Кірою створення експозиції рюкзаків і шкільних приладь на терені школи.
Благодійність
У 2018 діти і дорослі з різних країн почали висилати до Кіри шкільне приладдя і рюкзаки. Рюкзаки збиралися і Кіра оголосила, що буде висилати рюкзачки і шкільне приладдя до дітей з дитячих будинків на Україну. Після того, як кілька дитячих будинків відмовилися від допомоги по причині необхідності різних узгоджень, дівчинка запропонувала свою ідею школярам з України, щоб безпосередньо відправляти рюкзаки до учнів і шкіл. Ідея була підтримана. Учні варшавських шкіл почали приносити зовсім нові рюкзаки і свої рюкзаки у доброму стані. Перевозили до України рюкзаки волонтери і відомі громадські українські діячі, зокрема Штурхецький Сергій,Орлов Микола.
Міжнародна корпорація Meest Corporation Inc. надала медіапідтримку розвитку руху, а польське відділення Meest запропонувало висилати рюкзаки дітям в Україну за рахунок Meest.
Місія руху — «Пропонуємо школярам представляти свої ідеї, щоб кожен зміг розкрити свій потенціал». Описується місія таким чином: "Створи свій простір, свій континент і наберися сміливості показати його всій Планеті. У твоєму рюкзаку є сила і крила, щоб літати. Ми допоможемо тобі ними скористатися».

##### Напрямки руху
1. Організація та проведення Міжнародного Дня Рюкзака 15 жовтня.
2. Проведення II онлайн-марафону зі школами з різних країн під час Дня Рюкзака 15 жовтня.
3. Створення експозицій з рюкзаків та шкільних приладь в школах, які беруть участь у руху Літаючих Рюкзачків.
4. Налагодити логістику висилання рюкзаків і шкільних приладь до дітей з різних країн.
5. Писати короткі пости про рюкзаки різних країн, щоб в 2020 зробити збірник оповідань про рюкзаки з кожної країни.

### Заходи, ініційовані Кірою
У 2018 першою школою з України, яка залучилась в діяльність руху стала НВК № 10 м. Хмельницького, координаторами виступили вчителі Завалевська Людмила і Юхимович Оксана.
У Варшаві Кіру запрошували на зустріч з представниками різних Амбасад. Дівчинка була запрошена на велику кількість заходів, організаторами яких були представники діаспор.
Кіра запрошувала до участі у руху Літаючих Рюкзачків школи, розсилаючи листи до українських діаспор по багатьох країнах. Тільки в ході одніїє медіа-кампанії вислала запрошення до 130 українських осередків. Отримала багато відгуків і медіапідтримку.
- 02 червня 2017 в офісі Європейського парламенту у Варшаві відбулась міжнародна конференція «Flying Bag: Україна — Польща». Конференція отримала генеральний патронат Омбудсмена з прав дітей у Польщі Марка Міхалака. Співорганізатором заходу виступило Бюро Депутата Європейського Парламенту Міхала Боні[15][16].
- 10 листопада 2017 в офісі Європейського парламенту у Варшаві відбулась міжнародна конференція «Flying Bag — рюкзак з майбутнього: право дитини на винаходи та реалізацію стартапів». Конференція отримала генеральний патронат Омбудсмена з прав дітей у Польщі Марка Міхалака. Співорганізатором заходу виступило Бюро Депутата Європейського Парламенту Міхала Боні[17][18].
- З січня по грудень 2018 по вихідним Кіра зорганізувала благодійну акцію, учасники якої могли безкоштовно відвідати Науковий Центр Коперніка у Варшаві. За рік у супроводі Кіри Центр відвідали 157 осіб[19].  Акція змогла відбутися тому, що Центр Коперніка за перемогу у Конкурсі стартапів надав Кірі абонемент на щоденний безкоштовний вхід на 4 особи.
- 19 квітня 2018 у Сеймі Республіки Польща відбулася загальнонаціональна конференція «Творчі діти — креативні школярі — інноваційні студенти». Організаторами виступили: Бюро Депутата Сейму Республіки Польща Іоанна Фабісіак, рух Flying Bag i Фундація Adulis[20].
- 11 лютого 2019 у Варшаві відбулась міжнародна конференція «Дівчата 2030: розвиток та кар'єра в науці». Конференція отримала генеральний патронат від Інституту прав дитини ім. Януша Корчака і Міжнародної Капітули Ордену Усмішки[21].
- 23 квітня 2019 в конференц-залі Facebook у Варшаві відбулась конференція «Діти — громадяни світу. Дипломатія та міжнародні відносини в освіті та вихованні». Конференція отримала генеральний патронат від Інституту прав дитини ім. Януша Корчака і Міжнародної Капітули Ордену Усмішки[22].

##### Заходи, на яких представлено рух Літаючих Рюкзачків

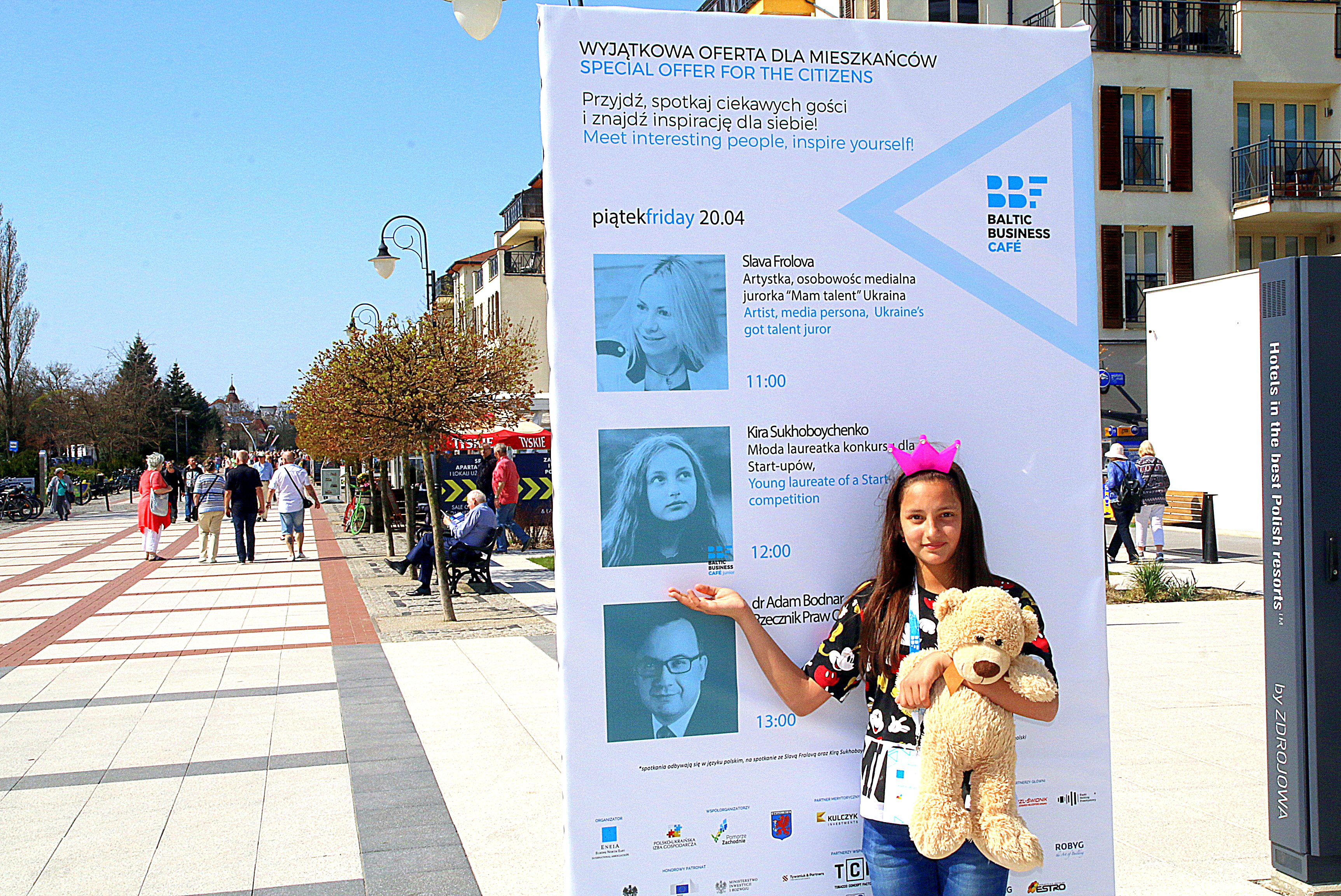
Кіра Сухобойченко на Baltic Business Forum 20.04.2018

- 20 квітня 2018 як спікерка виступала на міжнародному господарчому бізнес-форумі Baltic Business Forum в польському місті Свіноуйсьце. На Форумі Кіра була єдиною школяркою[23].
- 02-09 червня 2018 Програма «Літаючі рюкзачки Кіри Сухобойченко» отримала Диплом 2 ступеня на конкурсі Міжнародного польсько-українського телерадіо фестивалю «Калинові мости». Фестиваль проходив у Вармінсько-Мазурському воєводстві Польщі. Радіо програма була підготовлена Криворізькою філією ПАТ НСТУ.
- 09 червня 2018 рух Flying Bag мав свій намет в наметовому містечку Міжнародного фестивалю International Festival of Warsaw[24].
- 08 грудня 2018 виступ online в конференц-залі офісу Microsoft-Україна на науково-практичній конференції «Цифрові технології освіти-2017».
- 09 грудня 2018 як волонтерка взяла участь у Міжнародному Добричинному Ярмарку / SHOM — XI. Kiermasz Dobroczynny/ International Charity Bazaar. Організатором Ярмарку є Stowarzyszenie Małżonków i Partnerów Szefów Misji Dyplomatycznych / Товариство Дружин і Партнерів Керівників Дипломатичних Місій. Кіра презентувала свою діяльність в індивідуальних презентаціях 30 Амбасадам[25].
- 27 грудня 2018 в Українському кризовому медіа-центрі, відбулася прес-коференція делегації «Українські жінки в ООН», на якій, за ініціативи керівниці делегації Світлани Саламатової, частина прес-конференції була призначена тому, що членкині делегації в березні 2019 в Нью-Йорку передадуть лист від Кіри з пропозицією отримати від ген.секретаря ООН патронат для міжнародного Дня Рюкзака. Лист до Генерального секретаря ООН Антоніу Гутеррешу. Щоб передати лист 12 лютого 2019 до Варшави прилетіла Анна Горбань [26] «Місіс Планета 2018» і «Гран-прі MRS.UKRAINE WORLD 2018».
- 08 червня 2019 рух Flying Bag мав свій намет в наметовому містечку на Дні Урсинова[27]. Урсинов є одним з 18ти районів Варшави з населенням 150 тис.
- 18 червня 2019 рух Flying Bag мав свій намет в наметовому містечку VIIII Благодійного Сімейного Пікніку у варшавському госпісі[28].
- 11 жовтня 2019 виступ на TEDx у Варшаві [29] з історією створення руху Літаючих Рюкзачків.
- 16 листопада 2019 виступ на Конференції Koderek[30] у Варшаві.
- 12 січня 2020 виступ під час 8-го Фіналу Великого Оркестру Різдвяної Допомоги / Wielki Finał Świątecznej Pomocy на 4:45:31[31]  у прямому ефірі на польських телеканалах TTV, kreciola.tv/

##### Громадська організація Flying Bag
- 27 серпня 2018 у Варшаві зареєстрована Fundacja Międzynarodowy Ruch Latających Plecaczków / Flying Bag[32].
- лютий — грудень 2019 фундація прийнята до програми підтримки варшавських НУО в Інкубатор для неурядових організацій. В Інкубатор щорічно відбирається на конкурсній основі до 17 громадських організацій Варшави.
- квітень-червень 2019 фундація була відібрана до участі у Програмі Google Internetowe Rewolucje.

## Міжнародний День Рюкзака
15 жовтня Кіра вирішила присвятити новому міжнародному святу і ініціювала Міжнародний День Рюкзака.
Мета свята полягає в тому, щоб 15 жовтня всі школи 194 країн святкували Міжнародний День Рюкзака та щоб цього дня учні представляли свої ідеї. Кіра пропонує, щоб замість традиційних шкільних уроків, школа цього дня надала можливість учням ділитися своїми ідеями, особистими історіями і мріями. Це буде один день в році, коли учні зможуть показати себе всій школі і, як наслідок, всьому світу.
Взяти участь в цьому заході легко і не вимагає великих витрат. Школа, яка бере участь у святі, отримає Сертифікат «Школа, яка демонструє потенціал своїх учнів».

##### 1-й Міжнародний День Рюкзака 2018
Проведення першого міжнародного Дня Рюкзака готувалось заздалегідь і було прийнято рішення залучити якнайбільше шкіл з України. Було розіслано запрошення до багатьох шкіл, факультетів журналістики ВНЗ, громадських організацій, Міністерства освіти і науки України і Уповноваженого Президента України з прав дитини і до медіа. Було отримано багато відповідей. Проте у вересні з'ясувалося, що 15 жовтня 2018 в Україні вихідний.
15 жовтня 2018 відбувся 1-й Міжнародний День Рюкзака. Координація з учасниками Свята відбувалася з Google Campus у Варшаві.
Генеральний патронат проведенню свята надали: Омбудсмен із Прав Дітей Польщі Марек Міхалак, Міністр Освіти Польщі Анна Залевська, Посол України в Республіці Польща Андрій Дещиця.
Протягом дня у заході взяли участь понад 500 осіб, які прийшли до Google Campus. Весь захід тривав 12 годин. Географія учасників: Польща, Україна, Чехія, Азербайджан, Білорусь, Казахстан, Судан, Еритрея, Сомалі, Катар, Канада, Індія, США.
Цього дня протягом 10 годин тривав Інтернет-марафон. Учні і вчителі приєднувалися з використанням google hangouts. Інтернет-марафон був зареєстрований у заходах Європейського тижня кодування Europe Code Week, який підтримується Європейською Комісією. Ведучою онлайн-марафону протягом всіх 10 годин була лідерка делегації і керівник проекту «Українські жінки в ООН» Світлана Саламатова, Київ.
З України онлайн приєдналися представники:
- Навчально-виховного комплексу № 10 м. Хмельницького.
- Криворізької загальноосвітної школи № 103 м. Кривий Ріг.
- Роменської загальноосвітньої школи I-III ступенів № 11 м. Ромни.
- громадської організації «Аналітичний центр розвитку міста «ЗЕОН» м. Здолбунів Рівненської обл.
- громадської організації «Філософія серця» Вінницька обл.

##### 2-й Міжнародний День Рюкзака 2019
15 жовтня відбувся 2-й Міжнародний День Рюкзака.
Генеральний патронат проведенню святу надали: Міжнародна Капітула Ордену Усмішки, Інститут прав дитини ім. Януша Корчака, Бурмістр дільниці Урсинув м. Варшави.
В Україні Свято відбулося в школах:
- Навчально-виховний комплекс № 10 м. Хмельницького.
- Навчально-виховний комплекс № 2 м. Хмельницького.
- Роменська загальноосвітня школа I-III ступенів № 11 м. Ромни Сумської області
- Хмелівський Навчально-виховний комплекс Роменської районної ради Сумської області
- ALPA SCHOOL, початкова школа повного дня в м.Ірпінь Київській області

В Варшаві школа № 340 цей день відмінила традиційні заняття і цілий день святкувала Міжнародний День Рюкзака. На лекціях говорили про права дітей. В школі відбулася міжнародна Конференція, в якій протягом дня взяли участь понад 2 000 осіб, а по цілій школі відбувалися різні інтеракивні заходи та майстер-класи.
3-й Міжнародний День Рюкзака 2020
15 жовтня відбувся 3-й Міжнародний День Рюкзака .
Генеральний патронат проведенню святу надали: Міжнародна Капітула Ордену Усмішки, Інститут прав дитини ім. Януша Корчака.